# Кириллов, Иван Алексеевич
Иван Алексеевич Кириллов (29 января 1924 — 18 сентября 1989) — передовик советского сельского хозяйства, тракторист совхоза имени Куйбышева Данковского района Липецкой области, Герой Социалистического Труда (1971).

## Биография
Родился 29 января 1924 года в слободе Казаки Данковского уезда Рязанской губернии (ныне часть города Данков Липецкой области. Его отец, Алексей Алексеевич, бондарь, погиб в апреле 1943 года на фронте Великой Отечественной войны. 
С детских лет был приучен к крестьянскому труду. Получив начальное образование, мальчишкой стал работать в колхозе, позже перешёл трудиться прицепщиком на тракторе. Через год, заменив ушедшего в армию напарника, стал механизатором. Осенью 1941 года, шестнадцатилетним парнишкой, вместе с другими своими сверстниками перегонял тракторы в Тамбовскую область, спасая от приближающихся немецких войск.Собрав из брошенных раньше частей работающий трактор, подростки обмолотили уже покрытые льдом снопы.
В 1942 году ушёл на фронт. Его боевой путь начался под осажденным Ленинградом. На фронте Кириллов был водителем легендарной «Катюши».Прошёл войну от Ленинграда до Праги. за боевые заслуги был награждён орденом Отечественной войны второй степени, медалями «За отвагу», «За оборону Ленинграда», «За взятие Вены» и др. Демобилизовался в марте 1947 года.
После войны возвратился в свой родной совхоз в село Спешнево-Ивановку, где все годы и проработал трактористом. За добросовестный труд награждался медалями «За трудовую доблесть», «За доблестный труд», «В ознаменование 100-летия со дня рождения В.И.Ленина». C 1964 года член КПСС.
Указом Президиума Верховного Совета СССР от 8 апреля 1971 года за выдающиеся успехи, достигнутые в развитии сельскохозяйственного производства и выполнение пятилетнего плана продажи государству продуктов земледелия, Ивану Алексеевичу Кириллову присвоено звание Героя Социалистического Труда с вручением ордена Ленина и золотой медали «Серп и Молот».
Неоднократно избирался депутатом районного и местного[какого?] Советов, входил в состав горкома КПСС.
Воспитал восьмерых детей. Шесть остались жить и работать в родном совхозе.
Умер И.А. Кириллов 18 сентября 1989 года после продолжительной болезни. Похоронен в селе Спешнево-Ивановское Данковского района.

## Награды
За трудовые  и боевые успехи удостоен:
- золотая звезда «Серп и Молот» (08.04.1971)
- орден Ленина (08.04.1971)
- Орден Отечественной войны II степени
- Медаль За отвагу
- Медаль «За оборону Ленинграда»
- Медаль «За взятие Вены»
- Медаль «За трудовую доблесть»
- Медаль «В ознаменование 100-летия со дня рождения Владимира Ильича Ленина»
- другие медали.